# Guillermo Daniel Rodríguez Pérez
Guillermo Daniel Rodríguez Pérez (Montevideo, 21 de març de 1984) és un futbolista internacional uruguaià que juga en la posició de defensa a l'AC Cesena d'Itàlia.
Rodríguez va començar la seva carrera professional al Danubio Fútbol Club de Montevideo (2002-2006). Va ser cedit a l'Atlas de Guadalajara (Mèxic) el 2004 i més endavant al Lens francès. El 2009 va tornar a l'Uruguai per jugar amb el Club Atlético Peñarol.
El 2011 va fitxar per l'AC Cesena italià.

## Palmarès
Danubio Fútbol Club
- Campió de l'Uruguai (1): 2004.